# キ119 (航空機)
キ119は、日本陸軍によって計画された戦闘爆撃機。設計は川崎航空機。設計開始が1945年3月だったため、設計途中で終戦を迎えた。

## 概要
1945年（昭和20年）3月に日本陸軍は、川崎航空機に対して胴体下に爆弾を懸架して敵の艦船を攻撃し、攻撃後は敵の戦闘機と交戦できる新しい機種の開発を命じた。
川崎では土井武夫技師を主任として開発を開始し、同年の6月には実物大の木型（モックアップ）を完成させた。
提示された設計上の条件は
- 単座で急降下速度800kmと空戦に必要な強度を持つこと
- エンジンは実用中のハ104を使用すること
- 航続距離は800kg爆弾搭載で600km、特別装備では1200km
- 最低限度の武装は、20mm砲2門以上
- 急速量産の必要性から鍛造部品を極力さけ、かつ機械部品の点数削減に努める
- 整備の簡便性を追求

計画された機体は、全幅約14m、全長約12m、重量約6tという巨体の単発機で、外観は五式戦闘機を大型にした感じであった。機体構造は全金属製とし、本機は川崎で転換生産されつつあった四式重爆撃機の簡易化・代替用のものとされたため、当初エンジンは四式重爆と同じハ104（ハ42-11相当）、三菱重工業が四式重爆の性能向上型（キ67-II）を実用化できた場合にはハ214を装備することが考えられていた。その他、既存の機体の設計を流用することによって、開発期間の短縮化を図っており、稼働率向上のため整備の簡便化をも考慮していた。戦闘用の武装は20mm機関砲2門で機首に装備とされた。
木型審査後、すぐに試作機の製作にとりかかったが、戦局の逼迫により作業は進まず、設計原図の段階で敗戦を迎えることとなった。
当初の予定では、昭和20年9月に試作第1号機が完成する予定であった。

## スペック
- 全長：11.85m
- 全幅：14.00m
- 全高：4.50m
- 翼面積：31.9m2
- 自量：3,670kg
- 全備重量：5,980kg
- 最大速度：580km/h
- 発動機：ハ214（ハ104性能向上型）
- 航続力：1,200km・（非爆装時2,000km）
- 上昇限度：10,500m
- 武装
  - 20mm機関砲×2
  - 爆弾 800kg
- 乗員 : 1名

（データは計画値）